# Johann Friedrich Gabriel Poppel
Johann Friedrich Gabriel Poppel (14. května 1807, Norimberk – 6. srpna 1882, Ammerland u Starnberského jezera) byl německý rytec, mědirytec, ocelorytec, malíř a nakladatel.

## Studia
Ryteckému řemeslu se vyučil u Johanna Fredericka Martina Geisslera v Norimberku a u Carla Ludwiga Frommela v Karlsruhe (1829). Na rok vycestoval (v zásadě na studijní pobyt) do Británie (navštívil Londýn) a do Francie – do Paříže.

## Život a tvorba
V roce 1833 se usadil v Karlsruhe, kde si otevřel první vydavatelství a oženil se se Sophií Franziskou roz. Albrechtovou, která mu roku 1834 porodila syna Christiana Friedricha Gustava. Od roku 1838 žil v Mnichově, s dlouhodobými přestávkami pro pracovní pobyty v Británii (1841 a 1845), s kratšími pobyty v Rakousku a v Čechách. Poppel se věnoval zejména městským vedutám v kresbě a ocelorytině. Vytvářel celá alba pohledů na významné stavby či města v Prusku, v Německu (např. Norimberk), Británii či Rakousku. Ilustroval vlastivědné či místopisné knihy jiných autorů (např. Ludwiga Langeho).
Několika listy přispěl do alba pražských náměstí a budov, které vydával C. Würbs v tiskařském závodě A. Haase v Praze (1850).

## Dílo
K jeho významným pracím patří ilustrace (ocelorytiny) pro alba německých měst s texty Ludwiga Langeho, vydané v Darmstadtu (1842), v němž se objevuje také pohled na město Cheb. Dále se k četným vedutám z Německa řadí například: Nový trh v Hannoveru“ (1858) či Pohled na Řezno od Kalvárie“ (snad 1860). Z alba rakouských měst se nejčastěji reprodukují listy s pohledy na vídeňské památky, Innsbruck či Salcburk.

### Bohemika
V albu pražských vedut patří k nejznámějším Staroměstské náměstí, Pohled na Prahu ze severu, Kancelář zemského sněmu na Pražském hradě, všechny z Haasova závodu (kolem 1850). Ze severočeských měst to je například Veduta města Děčína (po 1850), Pohled na hrad Střekov nebo celá série žánrových obrázků lázeňského života v Teplicích.
Poppelovy grafické listy vlastní grafická sbírka Národní galerie v Praze a Národní muzeum.